# Вільшанівська сільська рада
| Вільшанівська сільська рада — колишній орган місцевого самоврядування у Хустському районі Закарпатської області з адміністративним центром у с. Вільшани. Сільській раді були підпорядковані населені пункти: - с. Вільшани |

## Склад ради
Рада складалася з 14 депутатів та голови.

## Керівний склад сільської ради
| ПІБ                 | Основні відомості                                                                  | Дата обрання | Дата звільнення |
| ------------------- | ---------------------------------------------------------------------------------- | ------------ | --------------- |
| Савка Іван Петрович | Сільський голова, 1964 року народження, освіта, член Соціалістичної партії України | 26.03.2006   | 31.10.2010      |
| Савка Іван Петрович | Сільський голова, 1964 року народження, освіта середня спеціальна, безпартійний    | 31.10.2010   |                 |

Примітка: таблиця складена за даними джерела